# 二人でお茶を (曲)
「二人でお茶を」（ふたりでおちゃを、英語: Tea for Two）は、1924年のヒット・ソングである。ヴィンセント・ユーマンスがアーヴィング・シーザーの台本に曲付けしたミュージカル『ノー・ノー・ナネット』（英語: No, No, Nanette）で使用された。原作では、ヒロインのナネットが第2幕において、恋人役のトムと共に、自分たちの将来を思い描いて歌う曲として扱われる。1950年公開のミュージカル映画『二人でお茶を』ではドリス・デイとゴードン・マックレーがデュエットした。

## 解説
曲は、変イ長調からハ長調への唐突な転調を含み、旋律は付点四分音符と八分音符の組み合わせが散見される。アレック・ワイルダーはこのような特色について、舞台劇のヒット・ソングを特徴づける要素ではないとしながらも、それでも「二人でお茶を」が大成功をおさめたことを認めている。余談だが、歌詞についてシーザーは、スティーヴ・アレンのラジオ番組に出演した際に、間に合わせのつもりで作ったとほのめかした。
「二人でお茶を」は1924年にベンソン・オーケストラ・オブ・シカゴがレコードに吹き込んだ。以降、ジャズのスタンダード・ナンバーとなり、数多くカヴァーが存在する。その中でも、トミー・ドーシー楽団によるチャチャチャ・バージョンは有名である。これは、1958年にトップ・テン入りした後、2005年にマクビティ・ビスケットのCMに採り上げられて再び脚光を浴びた。別の有名な演奏には、アート・テイタムが1939年に録音した例がある。ビバップ様式の演奏家では、セロニアス・モンクが、原曲のコード進行に手を入れ、旋律を複雑にしたものを1952年に録音し、自作の「スキッピー（英語: Skippy）」として発表している。アニタ・オデイは「二人でお茶を」を持ち歌にしており、1958年のニューポート・ジャズ・フェスティバルにおける彼女の歌唱は、このヒット・ソングの解釈の最高峰の一つとして認められている。
1927年にソビエト連邦の作曲家、ドミートリイ・ショスタコーヴィチは管弦楽曲として編曲し、「タヒチ・トロット」の題名で発表した。
「二人でお茶を」は、1995年のBBCのコメディ番組 “Next of Kin” のテーマ曲にも転用された。
日本では、味の素グループのテレビCMに利用されている他、2017年にテレビ東京で放送されたテレビアニメ「けものフレンズ」の最終話でも流された。

### 音源
- Tea For Two - Marion Harris 1925.wmv
- レイチェル・プライス ／ティーフォー・トゥ（ Tea For Two ） - ウェイバックマシン（2008年5月29日アーカイブ分）
- Julie Andrews-Tea for Two
- Tea For Two - Django Reinhardt
- Tea for Two
- Andre Rieu - Tea for two
- Skippy - Best of the Blue Note Years -Thelonious Monk
- Shostakovich Tea For Two ショスタコーヴィチの「タヒチ＝トロット（二人でお茶を）」